# Albino (abad)
Albino (fallecido en 732) era un abad de la Abadía de San Agustín, Canterbury. 

## Vida y obra
Ayudó a Beda en la recopilación de su Historia Ecclesiastica, y lo que se sabe sobre él es principalmente a partir de la dedicatoria en el prefacio de aquel trabajo. Albino era un alumno del Arzobispo Teodoro y su ayudante Adrián de Canterbury, abad de San Pedro. A través de las instrucciones de este último, se volvió versado en las Escrituras, y asimismo un maestro del griego y el latín (Chron. G. Thorne). Ante la muerte de Adrián, Albino tuvo éxito en la abadía y fue el primer inglés en ocupar ese cargo. Beda dice en su epístola que le debe mucho a Albino por todos los hechos escritos en su historia relacionados con la Iglesia de Kent entre la primera conversión de los ingleses y el tiempo en el que escribió la historia. Mucha de esta información fue recuperada por el presbítero Nothelm quien, durante la instigación de Albino, emprendió un viaje a Roma y buscó en los archivos allí. Nothelm era el medio de comunicación entre Beda y Albino, pues no está registrado que ambos se hubieran conocido en persona. Albino murió en 732 y fue enterrado junto a su maestro Adrián.